# Carl Zenner
Carl Zenner, född 11 juni 1899 i Oberlimberg, död 16 juni 1969 i Andernach, var en tysk SS-Brigadeführer och generalmajor i polisen. Han var SS- och polischef i Weißruthenien (Vitryssland) från den 14 augusti 1941 till den 22 maj 1942. Under återstoden av andra världskriget var han chef för Byrå B II (Erfassungsamt) inom SS-Hauptamt.
Som SS- och polischef i Vitryssland var Zenner ansvarig för massavrättningar av ryska judar. Tillsammans med Obersturmbannführer Hans Hermann Remmers organiserade han massmordet på 6 624 judiska män, kvinnor och barn mellan den 7 och den 11 november 1941. År 1961 dömde Landgericht Koblenz Zenner till 15 års fängelse och Remmers 8 års fängelse för denna massaker.

## Befordringar i SS
- Sturmführer: 2 april 1930 (Efter de långa knivarnas natt år 1934 fick graden benämningen Untersturmführer.)
- Standartenführer: 8 augusti 1931
- Oberführer: 5 april 1934
- Brigadeführer: 21 juni 1941
- Generalmajor i polisen: 26 september 1941